# HMS Sceptre (1781)
HMS Sceptre (1781) — 64-пушечный линейный корабль 3 ранга Королевского флота. Первый корабль Его величества, названный Sceptre.

## Постройка
Заказан 5 февраля 1777 года, перезаказан 16 января 1779 года. Одобрен 11 февраля 1779 года. Заложен в мае 1780 года. Спущен на воду 8 июня 1781 года на частной верфи John Randall & Co. в Ротерхайт. Достроен и обшит медью 17 августа 1781 года на королевской верфи в Дептфорде.
Чертежи Джона Уильямса были одобрены 26 февраля 1777 года. Проект представлял собой уменьшенную копию 74-пушечного типа Albion Слейда, который в свою очередь основывался на 90-пушечном HMS Neptune (1730), строившемся по Уложению 1719 года. Таким образом, к моменту спуска головного Inflexible проекту было уже более 60 лет. В готовом корабле нашли недостатки по части ходовых качеств, больше 64-пушечные по этому чертежу не строились.

## Служба

### Американская война за независимость и после
1781 — вступил в строй в январе, капитан Уильям Аллен (англ. William Allen); осенью с флотом Дарби.
1782 — капитан Самуэль Грейвз (англ. Samuel Graves); 6 февраля с эскадрой сэра Ричарда Бикертона ушёл в Ост-Индию, прибыл 13 июля; 3 сентября с эскадрой вице-адмирала Хьюза был при Тринкомали.
1783 — 14 апреля взял 20-пушечную французскую Naiade; 20 июня был при Куддалоре.
1784 — ушёл в Англию с Кингом; июнь, выведен в резерв и рассчитан; август, подготовлен в отстой.
1785 — январь-июль, малый ремонт в Портсмуте.

### Французские революционные войны
1793 — введен в строй в марте, капитан Джеймс Дакр (англ. James Dacres); апрель-май, оснащение в Портсмуте, затем с флотом лорда Хау.
14 июля с Флотом Канала вышел из Сент-Хеленс; 18 июля был к весту о-вов Силли, затем маневрирование в составе флота; 31 июля обнаружил французов, но не смог сблизиться; 10 августа вернулся в Торбей; 27 октября вышел на поиск французского флота и отдельных эскадр; 18 ноября короткая стычка с французской эскадрой; к середине декабря флот вернулся в Спитхед.
По другим данным, 1 ноября Sceptre ушёл на Ямайку.
1794 — май-июнь, в операциях при Сан-Доминго.
31 мая HMS Irresistible, HMS Belliqueux, Sceptre, (капитан Август Брайн, англ. Augustus Brine), HMS Europa, три фрегата и три шлюпа, выйдя из Моль-Сен-Николя, прибыли с войсками к Порт-о-Пренс; 1 июня в поддержку высадки Sceptre и HMS Penelope бомбардировали форт, с дополнительной поддержкой Europa и Irresistible; высадкой командовал капитан шлюпа HMS Fly Томас Аффлек (англ. Thomas Affleck).
1795 — капитан Уильям Эссингтон (англ. William Essington), флагман вице-адмирала Мак-Брайда, Северное море; 12 марта ушёл в Ост-Индию.
1796 — 17 августа был при капитуляции голландской эскадры в бухте Салданья.
1797 — март, капитан Томас Александр (англ. Thomas Alexander), позже капитан Валентин Эдвардс (англ. Valentine Edwards).
1798 — 29 мая был на мысу Доброй Надежды при задержании датского «купца» Christianus Septimus рейсом из Батавии в Копенгаген, с грузом кофе и сахара; приз был передан Адмиралтейскому суду.
1799 — 19 сентября у о. Родригес уничтожил 10-пушечный корсар L'Éclair; 5 ноября разбился в Столовой бухте (ок. 300 человек утонуло).

### Гибель
5 ноября 1799 года Sceptre (капитан Валентин Эдвардс) и ещё 7 кораблей, стоявших на якоре в Столовой бухте, были захвачены штормом на подветренном берегу. В 10:30 утра капитан приказал спустить стеньги, а также фока- и грота-реи, чтобы уменьшить давление ветра на рангоут. В полдень, отмечая день Порохового заговора, корабль произвёл фейерверк, очевидно считая себя в безопасности. Однако в следующие полчаса лопнули якорные концы станового, а затем и дополнительного якоря. Около 7 вечера корабль был выброшен на риф на Вудсток-бич, в месте современного Королевского Капского яхт-клуба. Корабль разбило на части, 349 человек погибли или утонули. 1 офицер, 2 мичмана, 47 моряков и 1 морской пехотинец спаслись, но 9 из них умерли на берегу.
Список офицеров, спасённых 5 ноября или находившихся на берегу: 
Лейтенанты морской пехоты: Джеймс Пенгелли (James Pengelly), Томас Тадер Такер (Thomas Tuder Tucker), Александр Джонс (Hon. Alexander Jones), Дуглас (Douglas); Джон Бьюри (John Bury), врач; Дж. Дредж (J. Dredge), баталер, лейтенанты: Н. Дж. Уиллоби (N. J. Willoughby), инвалид; Р. Смарт (R. Smart); Уильям Дредж (Wm Dredge), инвалид: Б У. Мак-Гиббон (B. W. M'Gibbon), морской пехотинец, то же; Джеймс Шоу (Mr. James Shaw), штурманский помощник; мичмана; Джеймс Сфинкс (James Sphynx), ; Дж. Х. Бадди (J. H. Buddie), Стивен Попхэм (Stephen Popham), Джеймс Петтел (James Pettel), Чарлз У. Чалмерс (Chas. W. Chalmers), Джон Томпсон (John Thompson); преп. Томас Трингем (Thomas Tringham), капеллан; Босселл (Mr. Bossell), плотник, а также 109 моряков и морских пехотинцев. 
Офицеры, перечисленные ниже, погибли:
- Валентин Эдвардс (Valentine Edwards), капитан;
- Манн (Munn), лейтенант
- Бартлетт (Bartlett), лейтенант;
- Эдвард Бонс (Mr. Edward Bones), мастер;
- Александр Бакстер (Mr Alexander Baxter), пушкарь;
- Робинсон (Mr. Robinson), боцман;

Мичмана:
- Барлоу (Mr. Barlow),
- У. Эдвардс (Mr. W. Edwards),
- Т. Джилс Килбурн (Mr. T. Giles Kilburne),
- Джеймс Такер (Mr. James Tucker);

а с ними около 280 матросов и морских пехотинцев.